# امیلی ایبل
امیلی ایبل (به انگلیسی: Emily Abel) نویسنده و استاد بازنشتهٔ سلامت عمومی و مطالعات زنان در دانشگاه کالیفرنیا در لس آنجلس است.